# Bamberg (Carolina del Sud)
Bamberg és una població dels Estats Units a l'estat de Carolina del Sud. Segons el cens del 2000 tenia 3.733 habitants.

## Demografia
Segons el cens del 2000, Bamberg tenia 3.733 habitants, 1.383 habitatges i 923 famílies. La densitat de població era de 408,3 habitants/km².
Dels 1.383 habitatges en un 31% hi vivien nens de menys de 18 anys, en un 38,2% hi vivien parelles casades, en un 25,5% dones solteres, i en un 33,2% no eren unitats familiars. En el 30,9% dels habitatges hi vivien persones soles el 15,5% de les quals corresponia a persones de 65 anys o més que vivien soles. El nombre mitjà de persones vivint en cada habitatge era de 2,45 i el nombre mitjà de persones que vivien en cada família era de 3,03.
Per edats la població es repartia de la següent manera: un 25,7% tenia menys de 18 anys, un 12,6% entre 18 i 24, un 23,4% entre 25 i 44, un 21,1% de 45 a 60 i un 17,3% 65 anys o més.
L'edat mediana era de 36 anys. Per cada 100 dones de 18 o més anys hi havia 74,8 homes.
La renda mediana per habitatge era de 21.736 $ i la renda mediana per família de 28.309 $. Els homes tenien una renda mediana de 38.068 $ mentre que les dones 20.815 $. La renda per capita de la població era de 13.512 $. Entorn del 21,4% de les famílies i el 28,3% de la població estaven per davall del llindar de pobresa.

## Poblacions més properes
El següent diagrama mostra les poblacions més properes.